# فرشاد مهدی‌پور
فرشاد مهدی‌پور (زادهٔ فروردین ۱۳۵۷) در حال حاضر به عنوان معاون فرهنگ و ارتباطات دبیرخانه شورای عالی امنیت ملی فعالیت می‌کند.  او پیش از این در دولت رئیسی معاون امور رسانه ای و تبلیغات وزارت ارشاد  و دبیر کمیسیون انتشار و دسترسی آزاد به اطلاعات بود. مهدی‌پور، روزنامه‌نگار ایرنی، دکترای سیاستگذاری فرهنگی را از دانشگاه باقرالعلوم گرفته‌است و عضو هیئت علمی پژوهشگاه فرهنگ و اندیشه اسلامی و پیش از این رئیس مرکز مطالعات فضای مجازی پژوهشگاه فرهنگ و اندیشه اسلامی بوده است.
مهدی‌پور از بهار ۹۵ تا شهریور ۹۹ مدیر مسئول و سردبیر و صاحب‌امتیاز روزنامه صبح نو  و پیش از آن نیز سردبیر هفته‌نامه‌های پنجره، سروش و آینده‌سازان و خبرگزاری‌های خانه ملت و شانا (خبرگزاری وزارت نفت) بوده‌است.

## معاونت فرهنگ و ارتباطات دبیرخانه شورای عالی امنیت ملی
مهدی‌پور در تاریخ ۴ مهر ۱۴۰۳ به عنوان معاون فرهنگ و ارتباطات دبیرخانه شورای عالی امنیت ملی منصوب شد. پیش از او، رضا سراج معاون فرهنگ و ارتباطات دبیرخانه شورای عالی امنیت ملی بود که پس از تحمل یک دوره بیماری صبح شنبه ۳۱ شهریور ۱۴۰۳ از دنیا رفت.

## معاونت امور رسانه‌ای و تبلیغات وزارت ارشاد دولت سیزدهم
مهدی‌پور مهر ۱۴۰۰ و پس از استقرار کابینه دولت سیزدهم توسط وزیر فرهنگ و ارشاد اسلامی به عنوان معاون امور مطبوعاتی و اطلاع‌رسانی، منصوب شد.  در حکم اسماعیلی خطاب به فرشاد مهدی‌پور، به مأموریت محوری او در امر بازآرایی نظام رسانه‌ای کشور با همکاری دیگر دستگاه‌های مرتبط اشاره شده است.

##### واکنشها به انتصاب مهدی‌پور
- پدرام پاک آیین، نماینده مدیران مسئول در هیات نظارت بر مطبوعات: انتصاب دکتر فرشاد مهدی‌پور به معاونت مطبوعاتی وزارت ارشاد موجب تشکر و مایه خوشدلی اهل رسانه است. سوابق موثر علمی و حرفه‌ای ایشان نویدبخش ارتقاء کیفی رسانه‌هاست. [۱۴]
- محمد خدادی، معاون پیشین امور مطبوعاتی نیز انتخاب مهدی‌پور به‌عنوان معاون جدید امور مطبوعاتی را انتخابی خوب و مناسب ارزیابی کرد و گفت: آقای مهدی‌پور از جنس رسانه است و آشنایی خوبی با ابعاد مختلف حوزه رسانه دارد و بنده یقین دارم که ایشان امور محوله را به بهترین شکل ممکن اداره خواهد کرد.[۱۵]
- دیدارنیوز – رسول شکوهی: زمانی که محمدمهدی اسماعیلی به عنوان وزیر ارشاد به این وزارتخانه رفت، برخی نگران معاونت مطبوعاتی و اطلاع‌رسانی این وزارتخانه بودند که فردی در این سمت قرار بگیرد که برخی تجربیات تلخ گذشته تکرار شود. اما با انتخاب فرشاد مهدی پور به این سمت بسیاری از نگرانی‌ها بر طرف شد و اینکه فردی رسانه‌ای در این معاونت قرار گرفت نوید روز‌های خوب برای رسانه و اهالی رسانه را داد.  [۱۶]

## دبیر کمیسیون انتشار و دسترسی آزاد به اطلاعات
مهدی‌پور از بهمن ۱۴۰۱ دبیری کمیسیون انتشار و دسترسی آزاد به اطلاعات که زیرمجموعه آن سامانه انتشار و دسترسی آزاد به اطلاعات به نشانی iranfoia.ir  (مجرای قانون انتشار و دسترسی آزاد به اطلاعات) را برعهده داشت. 

## تحصیلات
مهدی‌پور ابتدا مهندسی عمران می‌خوانده اما تصمیم به تغییر رشته به روزنامه‌نگاری می‌گیرد و در رشته خبرنگاری دانشکده خبر تهران وابسته به خبرگزاری جمهوری اسلامی، مدرک کارشناسی می‌گیرد. پس از آن کارشناسی ارشد خود را در دانشگاه آزاد تهران مرکز به پایان می‌رساند. مهدی‌پور سپس دکترای سیاستگذاری فرهنگی را از دانشگاه باقرالعلوم گرفته‌است.

## فعالیت مطبوعاتی
مهدی‌پور ۵ سال در روزنامه قدس کار می‌کرد. پس از آن در سال ۸۱ با خبرگزاری فارس و روزنامه جام‌جم به عنوان خبرنگار همکاری می‌کرد. پس از آن سردبیر هفته‌نامه «آینده سازان» در سال‌های ۸۲ تا ۸۴ شد. بعد از آینده سازان، پیشنهادی از «هفته نامه سروش» به او شد که تا یک سال و نیم سردبیری آن را پذیرفت. اوایل سال ۸۵ دبیر گروه سیاسی «روزنامه همشهری» شد و همزمان با آن، مدیرعاملی خبرگزاری شانا (وابسته به وزارت نفت) را نیز بر عهده گرفت، اما عمر همکاری او با این رسانه، به دو سال نکشید و در سال ۸۷ سردبیر خبرگزاری خانه ملت مجلس شد که آن هم عمری یک ساله داشت؛ البته همکاری با همشهری تا اوایل سال ۸۸ ادامه داشت. اواخر تابستان ۸۸ بود که سردبیر هفته نامه پنجره شد و تا همین اواخر هم درآنجا مشغول به کار بود. او مدتی به‌عنوان مشاور مدیرعامل با خبرگزاری مهر همکاری می‌کرده‌است. مهدی‌پور از سال ۹۵ تا ۹۹ نیز مدیر مسئول و صاحب‌امتیاز روزنامه صبح نو بود.